# Santiago del Estero
Santiago del Estero este un oraș din Argentina.

## Transporturi
- Aeroportul Vicecomodoro Ángel de la Paz Aragonés

## Monumente
- Statuia ecvestră a lui Manuel Belgrano